# Маточна шийка
Маточната шийка (на латински: cervix или cervix uteri) е долната част на матката в човешката женска полова система. Дължината на маточната шийка обикновено е дълга 2 до 3 cm и има цилиндрична форма, която се променя по време на бременност. Тесният централен цервикален канал минава по цялата ѝ дължина, свързвайки маточната кухина и лумена на вагината. Тъй като предната влагалищна стена се прикрепя към шийката по-ниско, отколкото задната, стърчащата шийка отпред е два пъти по-къса, отколкото отзад. Вдаващата се във влагалището част на шийката е покрита със също такъв епител, с какъвто е покрито влагалището. Границата е външният отвор на цервикалния канал. Стената на шийката съдържа повече съединителна тъкан, отколкото тялото на матката. Съединителната тъкан почти превъзхожда мускулатурата. Тези разлики показват ясно и различните функции на тялото и шийката на матката. Мукозата на цервикалния канал е богата на силно разклонени тръбести жлези, които отделят изобилна слуз с алкална реакция. Тази слуз образува стъкловидната и жилава запушалка на цервикалния канал.
Каналът на шийката на матката е проход, през който сперматозоидът трябва да премине, за да оплоди яйцеклетката след полов контакт. Няколко метода на контрацепция, включително маточни капачки и диафрагми, имат за цел да блокират или предотвратяват преминаването на сперматозоидите през цервикалния канал. По време на вагинално раждане, шийката на матката трябва да се приравни и да се разшири, за да позволи на плода да мине по протежение на родовия канал. Акушерките и лекарите използват степен на разширяване на шийката на матката, за да помогнат при вземането на решения по време на раждането.
Инфекция с човешки папиломен вирус (HPV) може да предизвика промени в епитела, което може да доведе до рак на шийката на матката. Цитологичните тестове често могат да открият рак на маточната шийка и неговите прекурсори и дават възможност за ранно успешно лечение. Начини за избягване на HPV включват непрактикуване на секс, използване на презервативи и HPV ваксинация. HPV ваксините, разработени в началото на 21 век, намаляват риска от рак на маточната шийка чрез предотвратяване на инфекции от главните причиняващи рак щамове на HPV.
Маточната шийка е документирана анатомично от времето на Хипократ, преди 2000 години.